# Minh Thành, Chơn Thành
Minh Thành là một phường thuộc thị xã Chơn Thành, tỉnh Bình Phước, Việt Nam.

## Địa lý
Phường Minh Thành nằm ở phía đông thị xã Chơn Thành, có vị trí địa lý:
- Phía đông giáp xã Nha Bích và tỉnh Bình Dương
- Phía tây giáp phường Hưng Long
- Phía nam giáp phường Thành Tâm và tỉnh Bình Dương
- Phía bắc giáp phường Minh Hưng.

Phường có diện tích 51,91 km², dân số năm 2021 là 7.707 người, mật độ dân số đạt 148 người/km².

## Lịch sử
Trước đây, Minh Thành là một xã thuộc huyện Bình Long cũ.
Ngày 20 tháng 2 năm 2003, huyện Bình Long được chia thành hai huyện Bình Long và Chơn Thành, xã Minh Thành chuyển sang trực thuộc huyện Chơn Thành.
Ngày 11 tháng 8 năm 2022, Ủy ban Thường vụ Quốc hội ban hành Nghị quyết số 570/NQ-UBTVQH15 về việc thành lập thị xã Chơn Thành và các phường thuộc thị xã Chơn Thành, tỉnh Bình Phước (nghị quyết có hiệu lực từ ngày 1 tháng 10 năm 2022). Theo đó, thành lập phường Minh Thành thuộc thị xã Chơn Thành trên cơ sở toàn bộ 51,91 km² diện tích tự nhiên và 7.707 người của xã Minh Thành.